# Real Fiction
Pour plus de détails, voir Fiche technique et Distribution.
Real Fiction (실제상황, Shilje sanghwang) est un film sud-coréen réalisé par Kim Ki-duk, sorti en 2000.

## Synopsis
"I" est peintre de rue. Après une matinée difficile, où les gangs du quartier s’amusent à ses dépens, il suit sur sa demande une jeune vidéaste dans un théâtre, où un acteur, à force de coups et de mots, dévoile la haine que "I" porte en lui. L’acteur lui offre alors une arme et lui ordonne de l’abattre, puis de tuer tous ceux qui l’ont fait souffrir. "I" s’exécute… Il a l’après-midi devant lui.

## Fiche technique
- Titre : Real Fiction
- Titre original : 실제상황 (Shilje sanghwang)
- Réalisation : Kim Ki-duk
- Scénario : Kim Ki-duk
- Production : Lee Harry et Shin Seung-soo
- Musique : Jeon Sang-yun
- Photographie : Hwang Cheol-hyeon
- Montage : Kyeong Min-ho
- Décors : Kim Ki-duk
- Pays d'origine : Corée du Sud
- Langue : coréen
- Format : Couleurs - 1,85:1 - Dolby Digital - 35 mm
- Genre : Drame
- Durée : 83 minutes
- Date de sortie : 24 juin 2000 (Corée du Sud)

## Distribution
- Ju Jin-mo : Na (I)
- Kim Jin-ah
- Son Min-seok
- Lee Je-rak
- Kim Ki-yeon
- Myeong Sun-mi
- Jang Hyeong-seong

## Autour du film
- Chaque scène n'eut droit qu'à une seule prise[réf. souhaitée].
- Le film fut projeté en France le 6 septembre 2002 lors de L'Étrange festival, ainsi que le 12 mars 2004 lors du Festival du film asiatique de Deauville.

## Récompenses
- Nomination au prix St. George, lors du Festival international du film de Moscou 2001.